# Frank Kinslow
Frank Kinslow, né en  1946 à Philadelphie, Pennsylvanie, États-Unis, est un essayiste, conférencier et formateur américain dans le domaine du développement personnel. Il est le fondateur de sa méthode quantum entrainment, qui s'inscrit dans le courant de la médecine quantique. Il est également chiropracteur, professeur de sourds, il a également été professeur adjoint à Université des Everglades à  Sarasoti. Ces livres sont traduits dans de nombreuses langues.

## Biographie
Enfant, Frank Kinslow a vécu au Japon à Yokohama où il s'entraînait au judo et à la technique pour atteindre la paix intérieure,. Au début des années 1970, il devient enseignant en  Méditations Transcendantales, qu'il apprend directement du maître  Maharishi,, à la fin des années 1980, cependant, il a commencé à diriger son propre groupe spirituel. Pendant ce temps, Kinslow gagnait sa vie en tant que chiropraticien. Au milieu des années 1990, il s'est retiré d'eux et de ses étudiants spirituels en raison d'un manque de croissance personnelle, puis son mariage s'est effondré et il a cessé de travailler comme chiropraticien, ce qu'il a appelé l'entraînement quantique dans son premier livre, The Secret of Instant Healing, en 2008,,. Kinslow a depuis publié des livres sur l'entraînement quantique, donnant des conférences et enseignant dans le monde entier.
Un de ses livres a été classé dans les meilleures ventes avec plus de 300 000 ventes en Allemagne.

## Publications
français
- Quand Rien Ne Marche… Apprenez à ne rien faire. Edition Le courrier du livre (octobre 2015)
- Le système quantique de Kinslow. Edition Le courrier du livre (avril 2015)
- Eufeeling : L’art de la paix intérieure. Edition Le courrier du livre (février 2014)
- Le mode de vie quantique : Vivre l’état de conscience pure au quotidien. Edition Le courrier du livre (janvier 2013)
- La guérison quantique: le pouvoir de la conscience pure. Édition Le courrier du livre (mai 2012)
- Comment être heureux sans essayer de l'être,